# Ингельбах
Ингельбах (нем. Ingelbach) — община в Германии, в земле Рейнланд-Пфальц. 
Входит в состав района Альтенкирхен-Вестервальд. Подчиняется управлению Альтенкирхен.  Население составляет 573 человека (на 31 декабря 2010 года). Занимает площадь 5,08 км².